# シーザー・ロメロ
シーザー・ロメロ（Cesar Romero, 1907年2月15日 - 1994年1月1日）は、アメリカ合衆国の俳優。ニューヨーク出身。ラテンアメリカ系。
映画『メトロポリタン』でデビュー。コメディアン俳優として映画やテレビに出演した。
日米合作映画『緯度0大作戦』に出演した際は、監督の本多猪四郎がロメロの演技姿勢を絶賛していたという。
1994年1月1日、アメリカ合衆国の自宅にて心筋梗塞の為急逝。

## 出演作品

### 映画
- 影なき男（1934年）
- メトロポリタン（1935年）[1]
- 米国の機密室（1935年）
- 情無用ッ！（1935年）
- 善意の妖精（1935年）
- スペイン狂想曲（1935年）
- Gガン（1936年）
- 処女散歩（1936年）
- 軍使（1937年）
- 燦めく銀星（1938年）
- 天晴れ着陸（1938年）
- Always Goodbye（1938年）
- テンプルちゃんの小公女（1939年）
- フロンティア・マーシャル（1939年）
- ロッキーの春風（1942年）
- 運命の饗宴（1942年）
- オーケストラの妻たち（1942年）
- 氷上の花（1943年）
- 征服への道（1947年）
- あのアーミン毛皮の貴婦人（1948年）
- 海の呼ぶ声（1948年）
- 奥様武勇伝（1948年）
- 燃える大陸（1951年）[1]
- 銀の靴（1951年）
- 霧の中の女（1952年）
- ヴェラクルス（1954年）[1]
- 辺境の掠奪者（1955年）
- スピードに命を賭ける男（1955年）
- 八十日間世界一周（1956年）[1]
- 裸の天使（1956年）
- マンモスの逆襲 The Jungle（1956年）
- 断崖の河 The River's Edge (1957年)
- オーシャンと十一人の仲間（1960年）[1]
- 電話にご用心（1962年）
- 竜騎兵総攻撃（1963年）
- 爆笑！ミサイル大騒動（1965年）
- ギロチンの二人（1965年）
- 禁じられた家（1966年）
- ターゲット・ハリー（1968年）
- ダスティン・ホフマンの100万＄大捜査線（1968年）
- 緯度0大作戦（1969年） - マリク[1][2]
- テニス靴をはいたコンピューター（1969年）
- 西部野郎奮戦記（1969年）
- 強奪超特急（1969年）
- そら見えたぞ、見えないぞ！（1972年）
- 世界最強の男（1975年）
- ラスト・イン・ザ・ダスト（1984年）
- デイ・オブ・サタン（1988年）

### テレビドラマ
- 怪鳥人間バットマン（1966年-1968年） - ジョーカー[1]